# عبد الله بالعيس
عبد الله بالعيس (1965 -) ممثل ومؤلف ومخرج سعودي مقيم في الكويت.

## عن حياته
وُلد في محافظة الأحساء في قرية المركز درس فيها الابتدائية والمتوسطة والثانوية ثم انتقل إلى الدمام ودرس في كلية المعلمين وحصل على شهادة دبلوم في اللغة العربية للمرحلة الابتدائية عام 1410 هـ وعمل في التعليم لمدة 17 عاماً شغل خلالها مناصب عديدة ثم تفرغ لدراسة البكالريوس بجامعة الملك فيصل وتخرج عام 1428 هـ ثم عاد للتدريس حتى عام 1434 هجري. بدأ مسيرته الفنية بالمسرح المدرسي بمسرحية بيت بو عدنان  عام 1401 هـ ثم قرر الانتقال مع أسرته إلى الكويت والإقامة فيها. وانتقل إلى الكويت بعد التقاعد مباشرة حيث التحق ابنه عدنان بالمعهد العالي للفنون المسرحية.

## أعماله

### المسلسلات
| السنة | المسلسل       | الدور    |
| ----- | ------------- | -------- |
| 1994  | أهل الديرة    |          |
| 1999  | طاش ما طاش    |          |
| 2012  | ياتصيب ياتخيب |          |
| 2015  | الليوان       |          |
| 2016  | حريم بو سلطان |          |
| 2016  | الدعلة        |          |
| 2017  | ليش يا جارة   |          |
| 2017  | بو طبيع       |          |
| 2018  | واحد مهم      | ضيف شرف  |
| 2018  | عمود البيت    |          |
| 2018  | عبرة شارع     | أبو محمد |
| 2018  | ترللي         |          |
| 2019  | أنا عندي نص   |          |

- 2006 سهرة عاشق الحمام (مخرجاً) (منتج)[7]
- 2016 القرار (مساعد مخرج)

### أعماله كمؤلف
- سناب شاف
- شد بلد
- الفصلة
- طاش ما طاش جزء 5 إلى 15
- آخر المطاف[8]
- برامج ومسلسلات إذاعية
- مسرحية الغابة الصغيرة
- مسرحية بيت بوجاسم 1-2-3
- مسرحية بيت بوعدنان
- مسرحية الوداي
- مسرحية قهوة الفريج
- مسرحية عنبر12
- مسرحية العملاق الاخضر
- مسرحية الحوت الأزرق[9]